# Lapinlahti
Lapinlahti es un municipio de Finlandia ubicado en la región de Savonia del Norte.
En 2022, el municipio tenía una población de 9094 habitantes, de los que unos tres mil quinientos vivían en la capital municipal, Lapinlahden kirkonkylä.
Se ubica unos 50 km al norte de la capital regional Kuopio, sobre la carretera E63 que lleva a Kajaani. Hay 229 lagos en el término municipal, entre los cuales destaca el lago Onkivesi.

## Historia
Hasta el siglo XVIII, el territorio del actual municipio era un área despoblada perteneciente a la parroquia de Iisalmi. El actual pueblo se desarrolló a partir de la década de 1780, cuando se construyó una carretera que atravesaba la zona. En 1843 se construyó en el pueblo una capilla, que tuvo estatus de parroquia desde 1880. Lapinlahti es municipio desde 1874. En el área hay una importante minoría ortodoxa, debido a que tras la Segunda Guerra Mundial acogió a numerosos refugiados procedentes de los actuales distritos de Pítkiaranta y Suoyarvi.
En 2011 aumentó el término municipal al incorporar el territorio del hasta entonces vecino municipio de Varpaisjärvi.